# Собор Святого Георгия (Тимишоара)
Собор Святого Георгия (рум. Catedrala Sfântul Gheorghe) — католический собор в городе Тимишоара, Румыния. Кафедральный собор епархии Тимишоары. Памятник архитектуры, выстроен в XVIII веке в стиле барокко.

## История
В XVIII веке венгерский Темешвар стал местом резиденции главы католической епархии Чанада (ныне епархия Сегеда-Чанада). Строительство собора Святого Георгия началось в 1736 году по проекту венского архитектора Йозефа Эмануэля Фишера фон Эрлаха. Проект храма был типичным образцом стиля «венское барокко»
Здание собора имеет длину 55 м, ширину 22 м, и высоту — 16,9 м. Высота башен — 35,5 м. Колокола были отлиты в 1763 году, годом позже был установлен часовой механизм. Полностью работы по строительству и отделке собора были закончены в 1774 году. Для главного алтаря собора австрийский художник Микеланджело Унтерберегер создал полотно «Св. Георгий и змей». Две большие статуи по бокам от главного алтаря изображают святых Карла Борромео и Терезу Авильскую, святых покровителей императора Карла VI и императрицы Марии-Терезии. Шесть боковых алтарей расписал немецкий художник Иоганн Адам Шёпф. Первый барочный орган был построен в 1767 году в Вене, а текущий в Темешваре в 1908 году.
После первой мировой войны Темешвар был передан Румынии и стал именоваться Тимишоара. В 1923 году город был выведен из под церковной юрисдикции венгерской епархии Чанада. Была основана апостольская администратура Тимишоары, которая в 1930 году получила статус полноценной епархии. Собор св. Георгия с этого момента стал кафедральным собором новой епархии.